# Elisabethsee
Der Elisabethsee ist ein kleiner aufgestauter See des Eickumer Mühlenbachs in Eickum, einem Ortsteil von Herford in Ostwestfalen. Der See wurde Mitte der 1960er Jahre angelegt, kurz darauf erfolgte die Anlage eines Campingplatzes.
Der See ist im Privatbesitz und ausschließlich Campern zugänglich.

## Geographie und Einordnung
Der Elisabethsee ist ca. 185 × 45 m groß und hat eine Fläche von ca. 0,66 Hektar. Er liegt auf einer Höhe von 115 m über dem Meeresspiegel.
Der See wird vom Eickumer Mühlenbach gespeist und drainiert, der über Kinsbeke, Aa, Werre und Weser die Nordsee erreicht.

## Geschichte
Ein Eickumer Bauer hatte Anfang der 1960er Jahre nach einer Nutzungsmöglichkeit für einen Teil seines Landes gesucht, der zu nass und zu hügelig für die Landwirtschaft war. So staute er den Eickumer Mühlenbach zu einem See auf und benannte diesen nach seiner Tochter Elisabeth. Südwestlich des Sees legte er einen fünf Hektar großen Campingplatz an, der zwischenzeitlich auf sieben Hektar (Stand Juni 2014) und dann fast acht Hektar (Stand Juli 2021) vergrößert wurde. Zunächst wurde die Anlage neben der Landwirtschaft betrieben. Seit 2011 wird sie in der dritten Generation von der Familie des Gründers in Vollzeit betrieben.

## Campingplatz
Der Campingplatz hat eine Gesamtgröße von 78.000 m², davon sind 7.000 m² Wasserfläche und 3.000 m² Waldflächen. Der Platz wird sowohl von Kurzurlaubern als auch von Dauergästen genutzt. Für Dauercamper, die überwiegend aus der Umgebung kommen, stehen etwa 400 Stellplätze zur Verfügung. Unterkunftsmöglichkeiten gibt es in Zelten, Wohnwagen, Chalets und Monteurwohnungen. Es gibt einen Sanitärbereich und ein Restaurant mit Biergarten. Das Restaurantgebäude war ursprünglich ein Kotten des Gründers. Auf dem Gelände gibt es einen Sportplatz, ein Beachvolleyballfeld, einen Basketballplatz, eine Boulebahn sowie Spiel- und Grillplätze. Im Sommer gibt es ein Ferienprogramm für Kinder. Für Gruppen gibt es Gruppenzelte und eine Schutzhütte. Der 2,80 Meter tiefe See hat Badequalität. An den Saison-Wochenenden und in den Sommerferien wird er von der Bielefelder DLRG bewacht.